# Yugang
Yugang (kinesiska: 玉岗, 玉岗镇) är en köping i Kina. Den ligger i provinsen Heilongjiang, i den nordöstra delen av landet, omkring 260 kilometer norr om provinshuvudstaden Harbin. Antalet invånare är 37 117. Befolkningen består av 18 678 kvinnor och 18 439 män. Barn under 15 år utgör 16,0 %, vuxna 15-64 år 76 %, och äldre över 65 år 6,0 %.
Genomsnittlig årsnederbörd är 950 millimeter. Den regnigaste månaden är juli, med i genomsnitt 297 mm nederbörd, och den torraste är februari, med 13 mm nederbörd.